# Don contraignant
Le don contraignant est un motif fréquent dans la littérature du Moyen Âge, présent au départ dans la  matière de Bretagne, en particulier dans le cycle arthurien (d'où son nom de don arthurien), avant de se généraliser dans les romans de chevalerie, comme source de rebondissements et d'effets dramatiques. Sa particularité, par rapport à d'autres formes de dons, comme le potlatch des Amérindiens, est qu'il s'agit d'une requête qui doit être accordée a priori, une promesse « en blanc » : le donateur est lié à sa promesse sans qu'il connaisse la nature du don qu'il a accordé. Une fois la requête acceptée, ne pas s'acquitter de sa promesse est une lâcheté, un acte contraire à l'honneur, aussi un roi ou une dame qui se sont endettés d'un don doivent acquitter leur promesse, même si elle contredit leurs sentiments profonds.
Philippe Ménard préfère l'expression « don en blanc qui lie le donateur ».

## Historique
Le thème du don contraignant paraît très ancien dans son aspect le plus dramatique. Il est peut-être d'origine perse. Hérodote raconte, dans le livre IX de ses Histoires comment le roi Xerxès, pendant le banquet qui se tient une fois l’an, au jour anniversaire de sa naissance, fut obligé de faire exécuter sa maîtresse Artaynté, à la demande de son épouse Amestris, courroucée à cause d’un présent qu’il avait fait à cette maîtresse, car l’usage perse impose au monarque de satisfaire à toutes les demandes qui lui sont faites lors de ce banquet.
Dans le Livre d'Esther, l’héroïne, à qui le roi Assuérus fait, au cours d'un banquet, la promesse de lui donner tout ce qu'elle lui demandera, jusqu’à la moitié de son royaume, obtient la mise à mort de Haman, le grand vizir félon.
Les évangiles selon Marc (6, 21-28) et selon Matthieu (14, 6-10) reprennent ce thème pour expliquer les conditions de l'exécution de Jean-Baptiste. Lors de la fête donnée pour son anniversaire, Hérode fait la même promesse à  Salomé, la fille d'Hérodiade qui dansa pour lui et ses convives : « Demande-moi ce que tu voudras… Ce que tu me demanderas, je te le donnerai, fût-ce la moitié de mon royaume ». La fille d'Hérodiade demanda pour sa mère la tête de Jean-Baptiste présentée sur un plateau, et Hérode fut contraint d'honorer sa promesse.
Le don contraignant est le point de départ de nombreux romans arthuriens, en particulier Le Chevalier à la charrette où la succession de dons contraignants funestes inscrit les événements dans une dimension tragique et aboutit à la fin du royaume de Logres.
Le terme don contraignant est une création moderne. En anglais, on parle de « rash boon » (qui pourrait se traduire par faveur irréfléchie, peut-être), ou en espagnol de « el don en blanco » (le don en blanc ou le don cible). Aucune de ces expressions ne décrit complètement la démarche, chacune n'en donne qu'un aspect, toutes ensemble en disent la complexité : la contrainte pour le français, l'impétuosité pour l'anglais, l'absolu pour l'espagnol. Qui donne doit donner sans savoir, sans réfléchir, et ne peut revenir sur sa parole. La seule réserve est que qui demande doit rester dans l'honneur. Ce don formule la qualité de la relation et engage aussi bien les deux parties : la donatrice et la réceptrice. -.
Il existe des exemples historiques. La littérature au Moyen Age donnait des modèles de pratique, établissait le comportement souhaitable pour un chevalier (chevalerie) dans la vie de cour (palais). Il s'agissait de savoir si l'on était en mesure de tenir une promesse en tout honneur. Le don contraignant apparait dans la chronique de la vie de Jacques de Lalaing (1421-1453), vers 1470, un chevalier bourguignon qui a cette époque était aussi célèbre que du Guesclin. Il insiste auprès de deux comtes du Maine et de Saint-Pol pour qu'ils accordent la promesse avant qu'elle soit formulée ; après réflexion, les comtes le lui accorde ; la demande est de servir de défenseur principal dans une joute qui doit les opposer au roi de France ; inquiets du jeune âge de de Lalaing, ils prennent conseil autour d'eux, et finissent par accepter la demande. Cet exemple historique montre qu'il existe la possibilité d'un refus, que la pratique n'est pas aussi radicale que ce que montrent les romans. Et, de fait, nombre d'entre eux nuancent l'engagement en blanc du don contraignant. Dans Lancelot ou le Chevalier de la charrette (vers 1180), le chevalier n'accordera la demande d'une demoiselle que s'il le peut ; toutefois, le principe de l'accord avant de connaitre la demande reste. -.
Le don contraignant est en décalage des théories autour de l'économie de don, comme l'Essai sur le don de Marcel Mauss, car il n'y a pas de contre-don. Il est en décalage aussi par rapport aux idées de don absolu de Jacques Derrida ou du Vessantara Jātaka bouddhiste, car le don apparait comme un don, sans devoir s'oublier lui-même pour être vraiment un don. Le don contraignant établit une réciprocité dans l'honneur. Au départ effet de langage avant d'être concrétisé, il pose la question de comment un mot se relie aux choses. Il est difficile de relier une promesse, acte de parole, à sa charge, acte concret, couteux. Il provoque la relation entre deux parties, de quelle est son éthique. L'honneur qui permet de relier les mots aux choses. Il provoque de plus un inversement ponctuel de la hiérarchie, une pause dans la contrainte sociale, puisque c'est le vassal qui demande le don au seigneur, ou une femme à un homme. Par son statut plus élevé, le seigneur ou l'homme a le pouvoir de satisfaire la demande, mais, avant de déclarer le don, le vassal doit s'assurer que le seigneur l'accorde, reconnaissant ainsi son plus grand pouvoir. Le don établit une confiance entre les deux parties, le « blanc » du don imposant de se fier à l'un à l'autre. -.